# カセキホリダー ムゲンギア
『カセキホリダー ムゲンギア』は、任天堂より2014年2月27日に発売されたニンテンドー3DS用のゲームソフト。アメリカでは2015年3月20日、ヨーロッパでは2015年5月29日に発売。

## 概要
恐竜同士のバトルと化石発掘をテーマにしたRPG『カセキホリダー』シリーズの初の3DS向けタイトル。開発には新たにスパイク・チュンソフトが参加している。
2014年1月15日発売の月刊コロコロコミック2月号で、誌上限定体験版「コロコロコミック限定 カセキホリダー ムゲンギア はじまりの章」のダウンロード番号が付録として記載された。また、次世代ワールドホビーフェア ’14 Winter会場でコロコロ特製のカセキモービル「コロコロカミオン」のARマーカーが記載されたチラシが配布され、体験版や製品版で読み込むことで入手できる。
2014年5月15日発売の月刊コロコロコミック6月号で、特別版となる「カセキホリダー増量ムゲンギア」が誌上通信販売として販売された。
なお、この増量版はダウンロードソフトである。
コロコロコミックについてくる応募用紙に料金を添えて買う。
増量版となるこの特別版では新たなリバイバー10体（うち2体は完全新規デザイン）とコロコロの特別仕様の乗り物が最初から使えるなどした。
通常版を持っている人は、この増量版を持っている人と通信プレイをすれば増量ムゲンギア限定のリバイバーを入手できる。

## 登場人物
- ライドキーパーズ

世界の平和を守る組織。アジア本部のほかにアメリカ、ヨーロッパに支部がある。
- - 主人公（男・女を選択）
  - 仲間達
- キャプテンストリンガー
- アメリカ支部リーダーショーン
- ヨーロッパ支部リーダードレイク
- ホリトモ*　（ストーリーを進めると増えていきます）

フィリップ　マーク　リズ　レオン　ダリラ　
メイリン　リューベン　ハンゾー　ベッキー　
ドレイク　タロット　ラッキー　トム　エリック　
マスカラ　ミーウル　キバ　ミヒャエル　サルトビ　
ルビー　サファイヤ　タイラント　スカリオン　ヒートガール
ランスロット　アンジュ　ロックフット　クーロン　チェルナット
- BZ団
  - ドクター・ブラック

幹部　クーロン　チェルナット